# Bjørnli
Bjørnli este o localitate din comuna Meldal, provincia Sør-Trøndelag, Norvegia.